# Ден Бобіш
Деніел Бобіш (англ. Daniel Bobish; нар. 26 січня 1970, Клівленд, штат Огайо, США) — американський боєць мішаного стилю, представник суперважкої ваговій категорії. Виступав на професійному рівні в період 1996-2007 років, відомий по участі в турнірах таких бійцівських організацій як UFC, Pride, KOTC, володів титулом чемпіона KOTC в суперважкій вазі.

## Життєпис
Ден Бобіш народився 26 січня 1970 року в місті Клівленд, штат Огайо. Під час навчання в школі та університеті серйозно займався боротьбою, виступав в третьому дивізіоні Національної асоціації студентського спорту, в 1992 році ставав національним чемпіоном по боротьбі. Пізніше працював охоронцем і спаринг-партнером відомого боксера Майка Тайсона.
У 1996 році вирішив спробувати себе у змішаних єдиноборствах і виступив на турнірі з Вале тудо в Бразилії, де за один вечір провів відразу три поєдинки: два виграв, але в третьому достроково поступився Кевіну Рендлмену. Потім здобув одну перемогу в США і знову з'їздив на турнір з Вале тудо до Бразилії — цього разу він виграв один поєдинок, а в другому здався місцевим бразильському бійцеві Карлусу Баррету, потрапивши в задушливий прийом «трикутник».
У липні 1997 року виступив на турнірі найбільшої американської організації «Ultimate Fighting Championship», переміг тут технічним нокаутом Брайана Джонстона і зазнав поразки здачею від Марка Керра.
Після деякої перерви в 2001 році повернувся в ММА, здобувши чергову перемогу, а в 2002 році приєднався до великого каліфорнійському промоушену King of the Cage, де відразу ж завоював титул чемпіона в суперважкій ваговій категорії, перемігши технічним нокаутом Еріка Пеле. Виграв рейтинговий поєдинок проти Майка Кайла. Пізніше позбувся чемпіонського титулу, вже на 46 секунді першого раунду програв співвітчизнику Джиммі Амбрісу.
Подальша кар'єра Бобіша була пов'язана з Японією, він здобув перемогу на турнірі невеликого місцевого промоушена X-1, після чого почав співпрацювати з найбільшою японською бійцівської організацією «Бійцівський чемпіонат PRIDE». Проте, великого успіху тут не домігся, технічними нокаутами програв Ґарі Ґудрідж, Ігорю Вовчанчину і Марку Ганту.
Зазнавши невдачі в Японії, продовжив виступати в США, зокрема повернувся в KOTC і здобув тут ще дві перемоги. У березні 2006 року на турнірі GFC зустрічався з відомим бійцем Беном Ротвелл і був нокаутований ударом коліна в корпус. Зробив серію з шести перемог поспіль, хоча бився при цьому в не самих престижних організаціях, і рівень його опозиції в цей період був не дуже високий. Останній раз бився за правилами ММА в жовтні 2007 року, в поєдинку з ветераном «Прайд» росіянином Олександром Емельяненко зазнав поразки здачею в результаті успішно проведеної «ільйотини» в стійці. Незабаром після закінчення цього турніру вирішив завершити кар'єру бійця, всього провів на професійному рівні 26 боїв, з них 17 виграв і 9 програв.
Крім змішаних єдиноборств виступав також в професійному реслінгу.
Після завершення спортивної кар'єри проживав у рідному Клівленді, в 2010 році заснував власну промоутерську компанію «Ultimate Cage Battles», що займається організацією турнірів за участю місцевих бійців.

## Статистика в професійному ММА
| Професійна кар'єра бійця |            |           |
| Боїв 26                  | Перемог 17 | Поразок 9 |
| Нокаут                   | 8          | 4         |
| Здача                    | 9          | 5         |

| Результат | Рекорд | Суперник              | Спосіб                                   | Турнір                                | Дата             | Раунд | Час  | Місце              | Примітки                                             |
| --------- | ------ | --------------------- | ---------------------------------------- | ------------------------------------- | ---------------- | ----- | ---- | ------------------ | ---------------------------------------------------- |
| Поразка   | 17–9   | Олександр Ємельяненко | Здача (гільотина)                        | HCF: Title Wave                       | 19 жовтня 2007   | 1     | 1:09 | Калгарі, Канада    |                                                      |
| Перемога  | 17–8   | Нейт Едді             | Технічний нокаут (удари)                 | NAAFS: Fight Night in the Flats III   | 9 червня 2007    | 1     | 1:00 | Клівленд, США      |                                                      |
| Перемога  | 16–8   | Кріс Кларк            | Здача (американа)                        | GFS: Seasons Beatings                 | 2 грудня 2006    | 1     | 1:24 | Клівленд, США      |                                                      |
| Перемога  | 15–8   | Дан Евенсен           | Здача (удари руками)                     | Xtreme Fight Series 2                 | 14 жовтня 2006   | 1     | 1:25 | Бойсе, США         |                                                      |
| Перемога  | 14–8   | Метт Екерле           | Здача (гільотина)                        | Fightfest 6                           | 23 вересня 2006  | 1     | 0:31 | Корпус-Крісті, США |                                                      |
| Перемога  | 13–8   | Ерік Нокс             | Нокаут (удари руками)                    | GFS: Fight Nite in the Flats 2        | 10 червня 2006   | 1     | 0:47 | Клівленд, США      |                                                      |
| Перемога  | 12–8   | Кріс Кларк            | Здача (важіль ліктя)                     | Fightfest 3                           | 6 травня 2006    | 1     | 1:00 | Янгстаун, США      |                                                      |
| Поразка   | 11–8   | Бен Ротвелл           | Нокаут (удар коліном)                    | GFC: Team Gracie vs Team Hammer House | 3 березня 2006   | 1     | 4:20 | Колумбус, США      |                                                      |
| Перемога  | 11–7   | Джої Сміт             | Здача (удари)                            | KOTC 64: Raging Bull                  | 16 грудня 2005   | 1     | 0:21 | Клівленд, США      |                                                      |
| Перемога  | 10–7   | Рубен Вільяреаль      | Технічний нокаут (удари)                 | KOTC 48: Payback                      | 25 лютого 2005   | 1     | 0:55 | Клівленд, США      |                                                      |
| Поразка   | 9–7    | Марк Гант             | Технічний нокаут (ногою в корпус)        | Pride 28                              | 31 жовтня 2004   | 1     | 6:23 | Сайтама, Японія    |                                                      |
| Поразка   | 9–6    | Ігор Вовчанчин        | Технічний нокаут (удари руками)          | Pride 27                              | 1 лютого 2004    | 2     | 1:45 | Осака, Японія      |                                                      |
| Поразка   | 9–5    | Ґарі Ґудрідж          | Технічний нокаут (удари руками)          | Pride Final Conflict 2003             | 9 листопада 2003 | 1     | 0:18 | Токіо, Японія      |                                                      |
| Перемога  | 9–4    | Бейзил Кастро         | Технічний нокаут (удари руками)          | X-1                                   | 6 вересня 2003   | 1     | 1:33 | Йокогама, Японія   |                                                      |
| Поразка   | 8–4    | Джиммі Амбріс         | Здача (удари)                            | KOTC 16: Double Cross                 | 2 серпня 2002    | 1     | 0:46 | Сан-Джасінто, США  | Позбавлений титулу чемпіона KOTC в суперважкій вазі. |
| Перемога  | 8–3    | Майк Кайл             | Здача (удари руками)                     | KOTC 13: Revolution                   | 17 травня 2002   | 1     | 3:25 | США                |                                                      |
| Перемога  | 7–3    | Ерік Пеле             | Технічний нокаут (зупинений секундантом) | KOTC 12: Cold Blood                   | 9 лютого 2002    | 2     | 1:10 | Сан-Джасінто, США  | Виграв титул чемпіона KOTC у суперважкій вазі.       |
| Перемога  | 6–3    | Бретт Гоґґ            | Здача (важіль ліктя)                     | RSF 5: New Blood Conflict             | 27 жовтня 2001   | 1     | 0:27 | Огаста, США        |                                                      |
| Поразка   | 5–3    | Марк Керр             | Здача (больовий)                         | UFC 14                                | 27 липня 1997    | 1     | 1:38 | Бірмінгем, США     |                                                      |
| Перемога  | 5–2    | Брайан Джонстон       | Технічний нокаут (удари)                 | UFC 14                                | 27 липня 1997    | 1     | 2:10 | Бірмінгем, США     |                                                      |
| Поразка   | 4–2    | Карлус Баррету        | Здача (трикутник)                        | Universal Vale Tudo Fighting 6        | 3 березня 1997   | 1     | 7:47 | Бразилія           |                                                      |
| Перемога  | 4–1    | Усімар Іполиту        | Нокаут (удари руками)                    | Universal Vale Tudo Fighting 6        | 3 березня 1997   | 1     | 0:05 | Бразилія           |                                                      |
| Перемога  | 3–1    | Джо Чарльз            | Здача (удушення предпліччям)             | World Fighting Federation             | 14 лютого 1997   | 1     | 4:42 | Бірмінгем, США     |                                                      |
| Поразка   | 2–1    | Кевін Рендлмен        | Здача (удари руками)                     | Universal Vale Tudo Fighting 4        | 22 жовтня 1996   | 1     | 5:50 | Бразилія           |                                                      |
| Перемога  | 2–0    | Дейв Бенето           | Технічний нокаут (розсічення)            | Universal Vale Tudo Fighting 4        | 22 жовтня 1996   | 1     | 4:44 | Бразилія           |                                                      |
| Перемога  | 1–0    | Мауру Бернарду        | Здача (удушення предпліччям)             | Universal Vale Tudo Fighting 4        | 22 жовтня 1996   | 1     | 1:40 | Бразилія           |                                                      |